# چهارطاق (لامرد)
چهارطاق روستایی از توابع بخش خیرگو شهرستان لامرد در استان فارس ایران و مرکز دهستان خیرگو است. در شهریور ۱۳۹۹ تغییراتی در تقسیمات کشوری رخ داد و روستای چهارطاق به مرکزیت دهستان خیرگو تغییر کرد و قبل از این از توابع بخش علامرودشت بود.